# Dème de Sámos-Ouest
Le dème de Sámos-Ouest, en grec moderne : Δήμος Δυτικής Σάμου / Dímos Dytikís Sámou, est un dème de la périphérie de l'Égée-Septentrionale, situé sur l'île de Sámos, en Grèce. Il est créé, en 2019, par le programme Clisthène I, qui supprime le dème de Sámos.
Le dème comprend les anciennes municipalités (programme Kapodistrias) de Karlóvasi et Marathókambos. Il compte 15 localités sur une superficie totale de 187,33 km2.
Son siège est le village de Karlóvasi.